# 結婚相談所サンセリテ青山
サンセリテ青山（Sincerite Aoyama）は、東京都港区南青山に本社を置く結婚相談所。高収入層の会員を対象としたサービスを特徴としており、男性会員の平均年収は1,500万円以上とされる。専任カウンセラーによる個別サポートを行っている。

## 沿革
- 設立年：2005
- 運営会社：株式会社ランスクリエイト
- 本社所在地：〒150-0001 東京都渋谷区神宮前5-6-13　ヴァイス表参道 B1

## サービスの特徴
- 男性会員は経営者・医師・弁護士など高収入の職業層が中心とされる[1]。
- 専任カウンセラーが成婚まで個別に支援する仕組みを採用している[2]。
- 会員数は非公開だが、複数の婚活情報サイトで会員構成や成婚実績が紹介されている[3]。

## 評価
複数の婚活関連メディアにおいて「ハイクラス層に特化した結婚相談所」として紹介されている。また「表参道エリアでの結婚相談所の一つ」としても取り上げられている。